# Колібрі-зеленохвіст золотистий
Колі́брі-зеленохві́ст золотистий (Polytmus guainumbi) — вид серпокрильцеподібних птахів родини колібрієвих (Trochilidae). Мешкає в Південній Америці.

## Опис

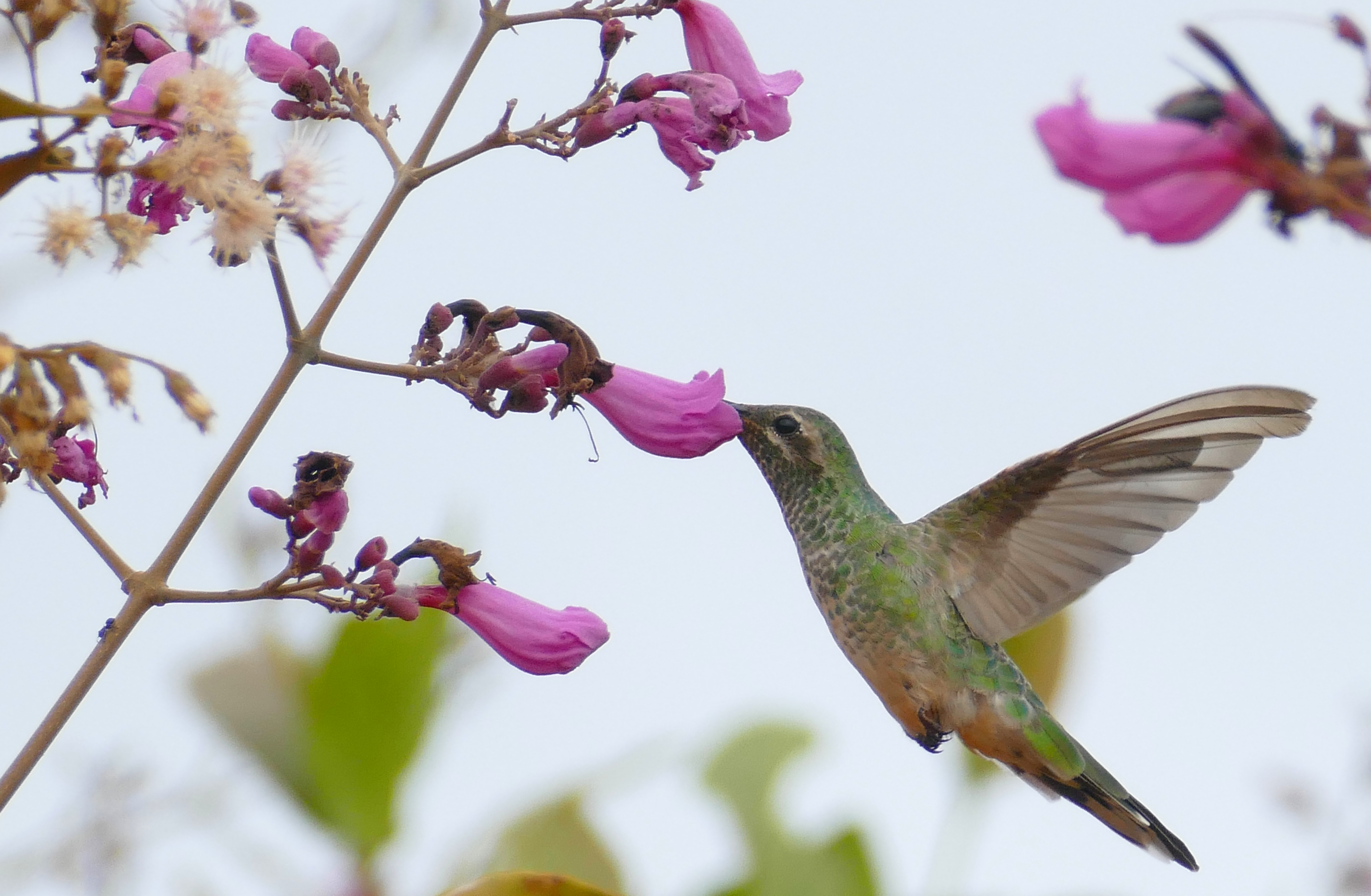
Золотистий колібрі-зеленохвіст

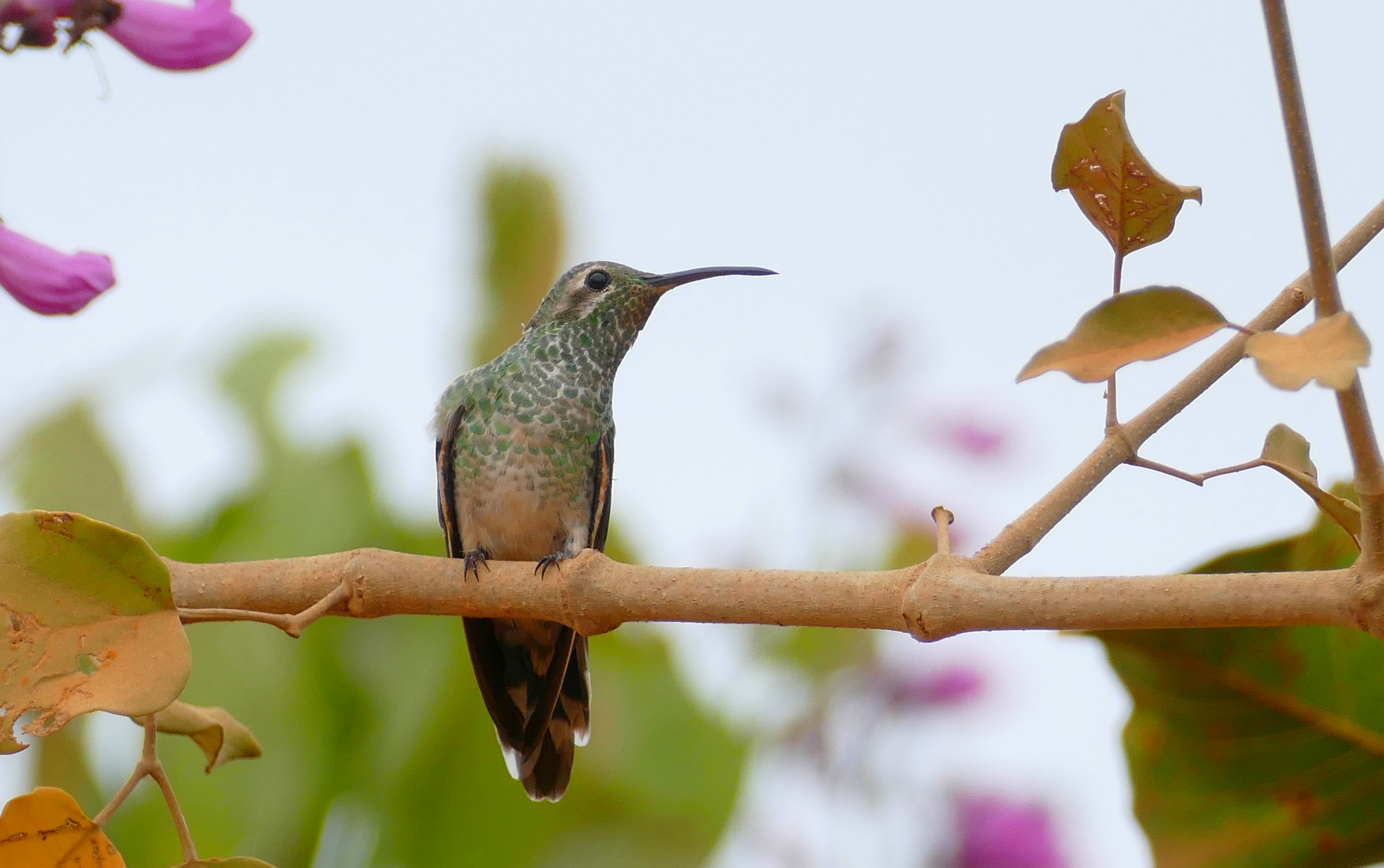
Самиця золотистий колібрі-зеленохвоста

Довжина птаха становить 9,5-11,8 см, вага 4,5-5 г. У самців номінативного підвиду верхня частина тіла блискуча, золотиста або бронзово-зелена, навколо очей темно-сірі плями, окаймлені зверху і знизу білими смугами. Нижня частина тіла райдужно-золотисто-зелена. Хвіст відносно довгий, округлої форми, зелений з білим кінчиком, три крайні пари стернових пер мають білі края. Дзьоб має довжину 2,6 см, зверху він тьмяно-червонуватий або чорний, знизу червонуватий з чорним кінчиком. 
У самиць на обличчі є рудувато-коричневі смуги, підборіддя у них білувате, решта нижньої частини тіла охриста, на горлі і грудях зелені плями. Забарвлення молодих птахів є подібним до забарвлення самиць, однак пера на голові у них мають руді края. У представників підвиду P. g. andinus хвіст більш білий, у представників підвиду P. g. thaumantias дзьоб коротший, верхня частина тіла у них рудувато-золотиста, хвіст менш білий.

## Підвиди
Виділяють три підвиди:
- P. g. andinus Simon, 1921 — Східна Колумбія на схід від Анд;
- P. g. guainumbi (Pallas, 1764) — Венесуела, північна Гвіана, північна Бразилія, острів Тринідад;
- P. g. thaumantias (Linnaeus, 1766) — від крайнього півдня Перу і східної Болівії до східного Парагвая, центральної і східної Бразилії і північно-східної Аргентини.

## Поширення і екологія
Золотисті колібрі-зеленохвости мешкають в Колумбії, Венесуели, Гаяні, Суринамі, Французькій Гвіані, Бразилії, Болівії, Перу, Аргентині, Парагваї і на Тринідаді і Тобаго. Вони живуть в різноманітних природних середовищах, зокрема на вологих луках, чагарникових заростях, саванах серрадо, на прісноводних болотах та на берегах річок і озер. Зустрічаються на висоті до 600 м над рівнем моря, ведуть переважно осілий спосіб життя. Живляться нектаром, а також комахами, яких ловлять в польоті або збирають серед рослинності. Початок сезону розмноження різниться в залежності від регіону. Гніздо невелике, чашоподібне, робиться з рослинних волокон і лишайників, розміщується в чагарниках, на висоті від 0,5 до 1 м над землею. В кладці 2 яйця, інкубаційний період триває 14-15 днів, пташенята покидають гніздо через 22-22 днів після вилуплення.